# Tetsuo Miura
Tetsuo Miura (japanisch 三浦 哲郎, Miura Tetsuo; * 16. März 1931 in Hachinohe, Präfektur Aomori, Japan; † 29. August 2010 in Tokio) war ein japanischer Schriftsteller.

## Leben
Miura war das jüngste von sechs Kindern. Seine Familie betrieb unter dem Namen Marusan (丸三) ein Kimono-Geschäft im Stadtzentrum von Hachinohe. An Miuras sechstem Geburtstag beging seine zweitälteste Schwester Selbstmord, indem sie von einer Fähre in die Tsugaru-Meerenge sprang, nachdem sie eine Aufnahmeprüfung zur höheren Lehranstalt nicht bestanden hatte. Im darauffolgenden Jahr tötete sich sein ältester Bruder mit Schlaftabletten. Für die literarische Verarbeitung dieser Ereignisse in Reisende durch die Weißen Nächte erhielt Miura 1984 den Osaragi-Jirō-Preis. Nach dem Schulbesuch in Hachinohe begann er 1949 ein Studium der Wirtschaftswissenschaften an der Waseda-Universität. Im folgenden Jahr verschwand sein zweitälterster Bruder, der das Studium finanziert hatte, ebenfalls spurlos. Miura musste daraufhin das Studium aufgeben. Er arbeitete als Lehrer für Sport und Englisch an der örtlichen Mittelschule. Miura begann mit seinen ersten schriftstellerischen Versuchen.
1953 zog die Familie in die Nachbarstadt Ichinohe um und Miura begann erneut ein Studium an der Waseda-Universität, dieses Mal im Fach Romanistik. Er gründete mit Kommilitonen die Literaturzeitschrift „Das Seelenlose“ (非情, Hijō). Sein Wirken und seine Veröffentlichungen in dieser Zeitschrift brachten ihm noch während des Studiums 1955 den ersten Literaturpreis, den Shinchō Dōjinzasshi Shō (新潮同人雑誌賞) des Verlages Shinchōsha, für seine Erzählung Jugosai no Shui ein. Der Novellist und Essayist Ibuse Masuji erkannte sein Talent und förderte ihn. 1956, ein Jahr vor seinem Abschluss, heiratete er Tokuko Ebisawa, die ihm drei Töchter gebar.
Jahre bitterer Armut folgten, bis er 1960 eine Anstellung in einer PR-Agentur fand und im gleichen Jahr den Roman „Der heimliche Fluss“ (Shinobugawa) in der Literaturzeitschrift Shinchō veröffentlichte. Ein Jahr später wurde sein Roman mit dem renommierten Akutagawa-Preis ausgezeichnet. 1972 wurde sein preisgekrönter Roman Shinobugawa vom Regisseur Kei Kumai mit Komaki Kurihara und Gō Katō in den Hauptrollen verfilmt. Nach diesem Durchbruch veröffentlichte Miura in den kommenden Jahren unermüdlich. Für sein 1971 erschienenes Kinderbuch Yuta to Fushigina Nakamatachi wurde er ebenfalls von der Literaturkritik gewürdigt. Für sein Werk Kenjū to jūgo no tampen (拳銃と十五の短篇) erhielt er 1976 den Noma-Literaturpreis. 1977 wurde dann „Yuta und seine wundersamen Gefährten“ (Yuta to Fushigi na Nakamatachi) durch die Shiki-Theatergesellschaft (劇団四季) als Musical uraufgeführt. 1982 erschien sein ungewöhnlicher Historienroman „Hymne auf jene Jünglinge“. Darin schildert er eine historische Begebenheit, die sich im 16. Jahrhundert zutrug. Auf Veranlassung von Alessandro Valignano (Societas Jesu) wurde eine christliche Delegation aus vier jungen Männern nach Rom geschickt. Sie reisten zwei Jahre lang von 1582 bis 1584 über Macau, Málaga, die Insel St. Helena, Lissabon nach Rom, wo sie von Papst Gregor XIII. empfangen wurden. Die Delegation kehrte 1590 mit einer Gutenbergschen Druckmaschine nach Japan zurück.
Neben seiner schriftstellerischen Tätigkeit war er zwischen 1984 und 2003 selbst auch Mitglied des Auswahlkomitees für den Akutagawa-Preis sowie seit 1988 Mitglied der japanischen Akademie der Künste. 2001 hatte Miura einen Schlaganfall erlitten, der seine rechte Hand lähmte. Dennoch setzte er die Veröffentlichung seiner Werke entschlossen fort und veröffentlichte noch im Juni 2010 eine Sammlung seiner Essays unter dem Titel Ofukuro no Yomawari.
Neben seinen längeren Erzählungen verfasste er auch zahlreiche Kurzgeschichten wie Jinenjo und Minomushi, die beide 1990 und 1995 mit dem Kawabata-Yasunari-Literaturpreis ausgezeichnet wurden. Miura ist Ehrenbürger seiner Heimatstadt Hachinohe, die einen Gedenkstein an der Stadthalle errichtet hat.
Im August 2011 starb Miura um 4 Uhr 33 in Tokio an Herzinsuffizienz.

## Werke (Auswahl)

### Das rote Kostüm
Der Kurzroman (Tampen Shōsetsu), 2011 von Hanae Komachi übersetzt und mit einem Titelbild der Künstlerin Kumi Machida versehen, erzählt in unprätentiöser Weise eine Episode aus dem Leben der Geschwister Ryosaku und Hide Ichinomori. Der drei Jahre ältere Ryosaku verließ sein Heimatdorf in den Bergen, um in der Stadt Nahori als Schiffszimmermann zu arbeiten. Seine 18 Jahre alte Schwester Hide bleibt mit der Mutter im Bergdorf zurück und kümmert sich derweil um die Mutter.
Die Erzählung setzt ein mit dem Besuch Hides bei ihrem Bruder, der sie in die Stadt eingeladen hat, damit sie der Enge des Bergdorfes einmal entfliehen kann. Es zeigt sich, dass Hide, die schüchtern wirkt, aber selbstbewusst auftritt, es als Pflicht betrachtet, sich um die Versorgung der Mutter zu kümmern – eine Pflicht gleichwohl, die sie sich nicht selbst auferlegt hat, an die sie sich jedoch gebunden fühlt. Während die jungen Leute, wie auch ihr Bruder Ryosaku, aus dem Dorf in die umliegenden Städte ziehen, Arbeit finden und sich ein eigenes Leben aufbauen, ist sie diejenige, „die in ihrer hübschesten Zeit in einem Dorf wie mit Fußfesseln angekettet ist, die die Mutter pflegen und in diesem Dorf verkommen muss.“
Ryosaku, der bemüht ist seiner Schwester einen angenehmen Besuch zu bereiten, löst sein Versprechen, ihr etwas zu schenken ein, indem er ihr ein rotes Kleid kauft. Ihr Besuch verläuft gleichförmig und beide verleben zusammen ein paar Tage zusammen. Zehn Tage nach ihrer Abreise kommt überraschend Yogo aus dem Nachbardorf seiner Schwester zu Ryosaku und teilt ihm mit, Hide habe sich am Vortag in ihrem roten Kleid erhängt. Er überbringt den Brief, den Ryosaku ihr geschrieben hatte mit den letzten Worte seiner Schwester:
Ich ging im roten Minirock aus

Den kaufte mein lieber Bruder für mich

Keiner ist da

Keiner schaut mich an

Ich ging bis zum nächsten Dorf

Keiner ist da [...]

Nirgendwo ist jemand, der mich anschaut.
Formal ist der Kurzroman in acht eher handlungsarme Abschnitte unterteilt, die aus der personalen Perspektive erzählt werden. Die Handlung verläuft gleichförmig ohne Entwicklung oder Klimax; bis zum letzten Abschnitt deutet für den Leser nichts auf den Suizid Hides hin. Typisch für die japanische Erzählweise ist dabei, dass etwa der Kontrast in der Lebensweise der beiden Geschwister durch die Umstände angedeutet wird. Obgleich in einer Unterhaltung der beiden Geschwister über das Heiraten der Unterschied zwischen den Lebensumständen zum Thema wird, bleibt die eigentliche Problematik, gleichsam einer Leerstelle unausgesprochen. Neben dem autobiografischen Motiv des Selbstmordes, bietet der Kurzroman auch Ansätze für eine Gesellschaftskritik, die sowohl das Verhältnis der Geschlechter, wie auch die Isolation und deren Fatalität umspannen kann.

### Weitere Werke
- 1960 Der heimliche Fluss (忍ぶ川, Shinobugawa)
- 1975/76 Kenjū  (拳銃)
  - Die Pistole. Übersetzt von Buki Kim. In: Eiko Saito: Erkundungen. 12 Erzähler aus Japan, Berlin 1992 ISBN 3-353-00880-2
- 1978 Seppun (接吻)
  - Der Kuss. Übersetzt von Peter Ackermann. In: Eduard Klopfenstein: Mondscheintropfen. Japanische Erzählungen 1940–1990. Zürich 1993 ISBN 3-85936-061-2
- 1982 Hymne auf jene Jünglinge (少年讃歌, Shōnen sanka)
- 1984 Reisende durch die Weißen Nächte (白夜を旅する人々, Hakuya o tabisuru hitobito)
  - Reisende durch die weiße Nacht. Übersetzt von Sabine Mangold und Yukari Hayasaki. In: Jürgen Berndt und Hiroomi Fukuzawa: Momentaufnahmen moderner japanischer Literatur, Berlin 1990 ISBN 3-927463-10-8
- Akai ishō (赤い衣装)
  - Das rote Kostüm. Übersetzt von Hanae Komachi, Hannover, Wehrhahn Verlag, 2011, ISBN 978-3-86525-180-0[11]
- 2010 Nachtwache meiner Mutter  (おふくろの夜回り, Ofukuro no Yomawari)